# Семёнкин, Николай Семёнович
Никола́й Семёнович Семёнкин (28 августа 1935, Тамала, Саратовский край — 21 августа 2012, Лопаково, Московская область) — советский и российский историк философии, специалист по русской религиозной философии и евразийству. Доктор философских наук, профессор. Один из авторов «Атеистического словаря».

## Биография
В 1959 году окончил философский факультет МГУ имени М. В. Ломоносова, в 1967 — аспирантуру там же.
С 1960—1964 годы — ассистент, затем старший преподаватель кафедры философии Омского сельскохозяйственного института.
В 1968 году защитил диссертацию на соискание учёной степени кандидата философских наук по теме «Критика попыток оправдания религии в философии всеединства» (исследование проблем русской религиозной метафизики).
В 1968—1991 годы — доцент, затем профессор Института общественных наук при ЦК КПСС.
В 1991—1993 годы — профессор кафедры философии и культуры Республиканского ИПК работников образования.
В 1989 году в Академии общественных наук при ЦК КПСС защитил диссертацию на соискание учёной степени доктора философских наук по теме «Философия неоправославия. Критический анализ софиологии» (исследование феномена возрождения религиозно-мистических учений православия в русской философии XX века) (Специальность — 09.00.06 «Научный атеизм, религия (история и современность)»).
В 1993 году перешёл на государственную службу. Работал в Министерстве Российской Федерации по делам национальностей и региональной политики в качестве главного специалиста, заместителя начальника отдела по связям с религиозными конфессиями.
В 1995 году перешёл на работу в Министерство по делам сотрудничества с государствами-участниками СНГ, в котором возглавлял отдел.
С 1997 года — профессор кафедры философии Государственного университета управления.
Автор многочисленных статей по истории русской религиозной философии и евразийства.

## Научные труды

### Диссертации
- Семенкин Н. С. Философия неоправославия. Критический анализ софиологии : Автореф. дис. … д-ра филос. наук. — М.: Акад. обществ. наук при ЦК КПСС, 1988. — 43 с.

### Монографии
- Семенкин Н. С. Философия богоискательства : Критика религиозно-философских идей софиологов. — М.: Политиздат, 1986. — 175 с.
- Семенкин Н. С. Русская философия: софиология, имеславие, евразийство. — М.: Республика, 2012. — 319 с. — ISBN 978-5-250-06103-6.

### Статьи
- Семёнкин Н. С. Апология христианства в русской религиозной философии // Вопросы научного атеизма. Вып. 7 / Редкол. А. Ф. Окулов (отв. ред.); Акад. обществ. наук ЦК КПСС. Ин-т научного атеизма. — М.: Мысль, 1969. — С. 38—62. — 471 с. — 17 000 экз.
- Семёнкин Н. С. Уединённый человек // Вестник Российского философского общества. — М.: Российское философское общество, 2012. — № 1.
- Семёнкин Н. С. Идолопоклонство и идолоборчество // Вестник Российского философского общества. — Российское философское общество, 2011. — № 2.